# Brassica napobrassica
El nabicol,  bolinabo, colinabo o naba (Brassica × napobrassica) es una raíz comestible que se originó en un cruce entre el repollo (Brassica oleracea) y el nabo (Brassica rapa). Se cultiva en el norte de Europa y Norteamérica, donde forma parte de la gastronomía local.
La planta tiene en promedio 25 cm de altura y se extiende por unos 35 cm. La raíz tiene 10 cm de longitud y 9 cm de diámetro, con exterior castaño y pulpa amarilla o blanca. El sabor es moderadamente dulce y se parece al del nabo, pero con un gusto a col.

## Historia
En tiempos de necesidad, los nabos eran a menudo la última reserva de alimentos para una gran parte de la población. La historia pasó en el llamado invierno alemán del nabo durante la Primera Guerra Mundial 1916/17 ("sopa de nabo temprano, chuletas de nabo a la hora del almuerzo, y tortas de nabo por la noche "). Como la cosecha de papas en el otoño de 1916 fue una mala cosecha, los nabos se utilizaron como sustituto. Anteriormente se habían cultivado principalmente como pienso para cerdos. Dado que prácticamente toda la comida escaseaba en Alemania, los nabos sirvieron como base para una amplia variedad de platos, y en 1917 se publicaron libros de cocina con recetas de nabos. Había recetas de mermelada de nabo y guisos, sopas, sucedáneos de chucrut a base de nabos e incluso café de nabo. La receta para esta sucedáneo de café era: “rallar los nabos y secarlos en el horno. Luego, la pulpa de nabo seca se hace girar a través de un molinillo de café. Trátelo como café molido normal ”. Estas verduras deben ser apetecibles para la población con nombres como “piña de Prusia Oriental”. Denominaciones como "Piña de Mecklenburg" también se derivaron de esto.
Dado que los nabos eran impopulares entre la población a pesar de la mala situación alimentaria, a la Reichskartoffelstelle (El Almacén de patatas del Reich) le quedaban alrededor de 80 millones de quintales de nabos a finales del invierno de 1917 que no se habían distribuido. Se convirtieron en legumbres secas y procesaron harina de remolacha. Esta harina se mezcló luego con harina de papas y con cubitos de sopa Maggi y se puso en el mercado como "alimento integral", por lo que cada familia tenía que comprar una cierta cantidad para poder comprar otros alimentos.
Incluso en el hambriento invierno de 1946/47 después de la Segunda Guerra Mundial, las recetas sustitutivas con los nabos se utilizaron a menudo debido a la falta de alimentos suficientes.

## Descripción

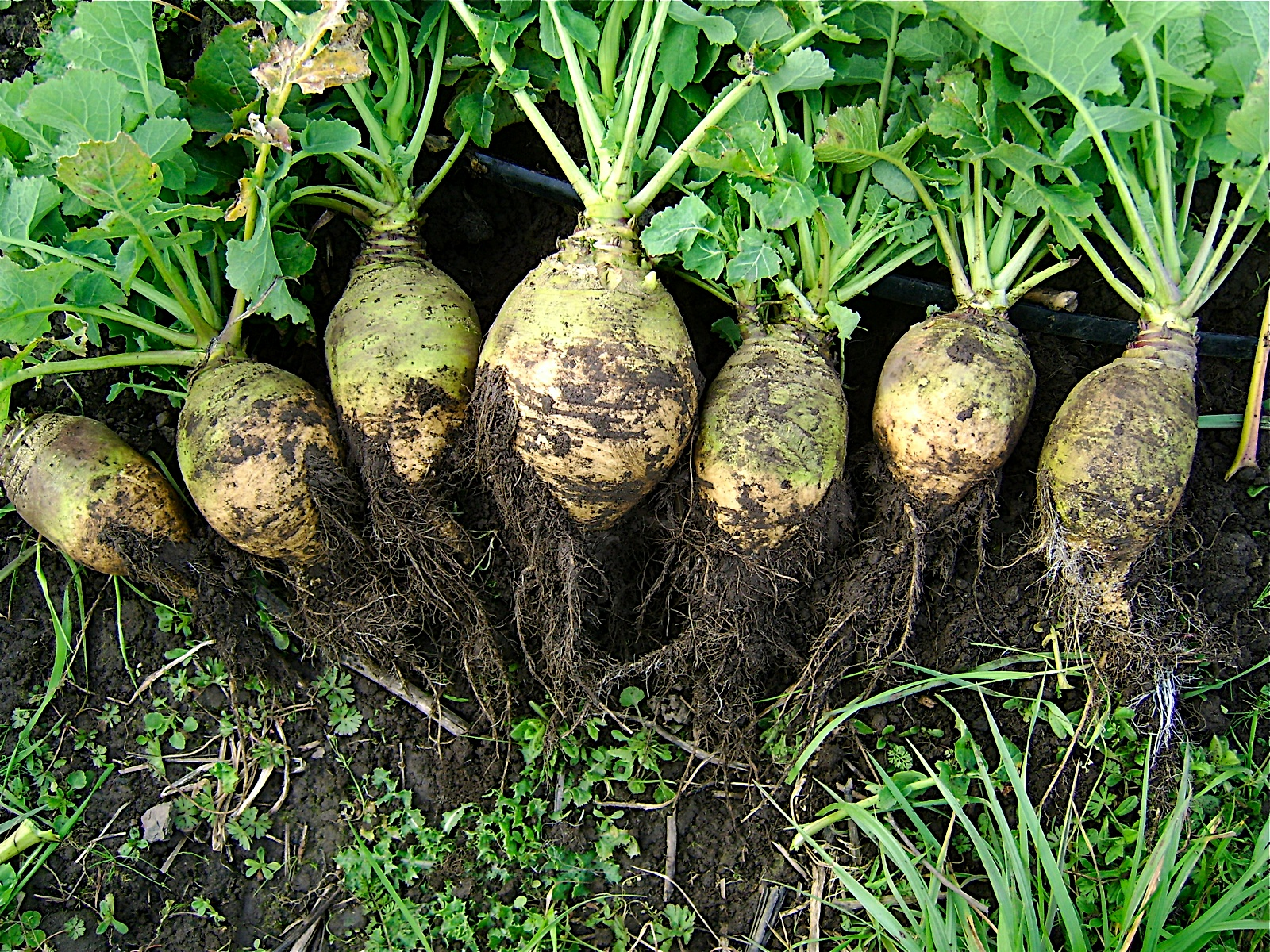
Nabicoles recién sacados del terreno.

Su raíz (que es más precisamente una cepa tuberosa) se parece mucho a la del nabo, pero se distingue por un cuello generalmente más aerodinámico, una forma generalmente más redondeada y la coloración externa de color rojo violáceo (o incluso verde) de su parte superior, mientras que algunos las variedades de nabo tienen raíces completamente blancas. Solo la cepa tuberosa de colinabo la distingue de la colza; estos dos taxones (además melíferos ) pertenecen a la misma especie. El follaje es liso y pálido, casi blanquecino (el del nabo es verde franco, gofrado y áspero al tacto).

## Características nutricionales
Esta verdura se compone, cruda (por 100 g): 
- Calorías: 36 kcal
- Proteína: 1,2 g
- Carbohidratos: 8,13 g
- Fibra: 2,40 gramos
- Potasio: 233 mg
- Fósforo: 58 mg
- Calcio: 47 mg
- Magnesio: 23 mg
- Sodio: 20 mg
- Hierro: 0,52 mg
- Zinc: 0,34 mg
- Manganeso: 0,17 mg
- Cobre: 0,04 mg
- Provitamina A (Betacaroteno): 25 mg
- Vitamina C: 0,7 mg
- Vitamina A (retinol): 0,3 mg
- Vitamina B1 (tiamina): 0,16 mg
- Vitamina B2: 0,1 mg
- Vitamina E (alfa-tocoferol): 0,09 mg
- Vitamina D (microgramos): 0,04 mg

El colinabo es rico en potasio, calcio, azufre, fósforo. Su 10,5% de materia seca se descompone en 7,5% de carbohidratos, 1,5% de fibra dietética, 1% de proteínas y 0,5% de lípidos. El colinabo aporta una media de 34 kcal/100 g.

## Cultivo

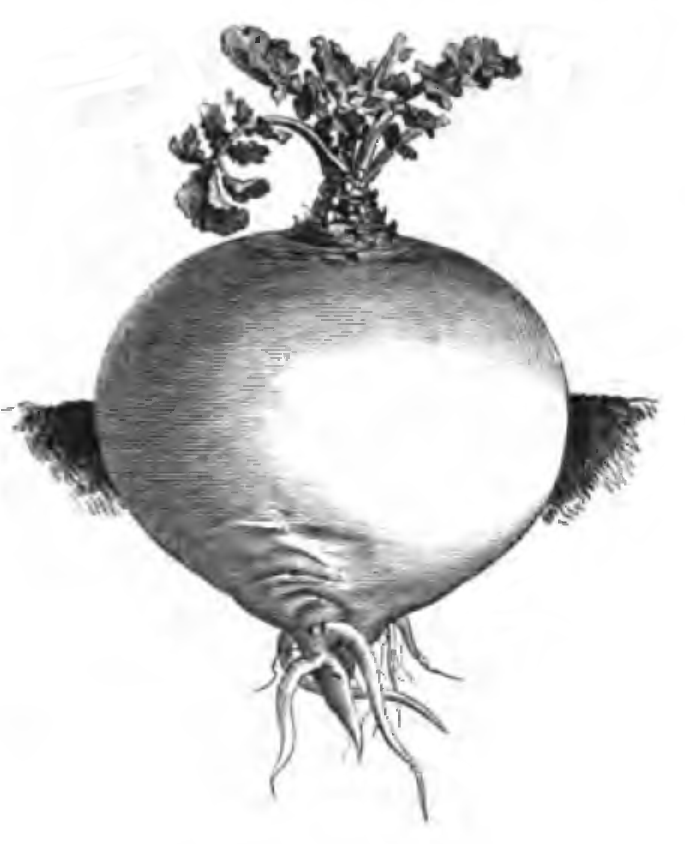
Colinabo de cuello verde (Ilustración de Vilmorin-Andrieux, 1883)

Adaptado a las regiones templadas, soporta heladas moderadas (hasta -11 °C para las variedades ordinarias e incluso menos para el nabo de Laponia) siempre que el suelo esté bien drenado. Las plántulas tempranas están en el suelo. La emergencia tiene lugar al final de las heladas. El trasplante (profundo) se realiza cuando se forma la planta. Se cultivó principalmente a gran escala en regiones con un clima oceánico o incluso brumoso: islas británicas, Escandinavia, Países Bajos, norte de Alemania y noroeste de Rusia, Grand-Ouest en Francia y preferiblemente en suelos fuertes y compactos que ayudó a mejorar. Los tratamientos consisten en escardar y escardar. Puede seguir creciendo en invierno templado. El rendimiento puede superar las 50 toneladas / hectárea 7 .
El gusano de la col y los escarabajos pulgas son las principales plagas.

## Usos

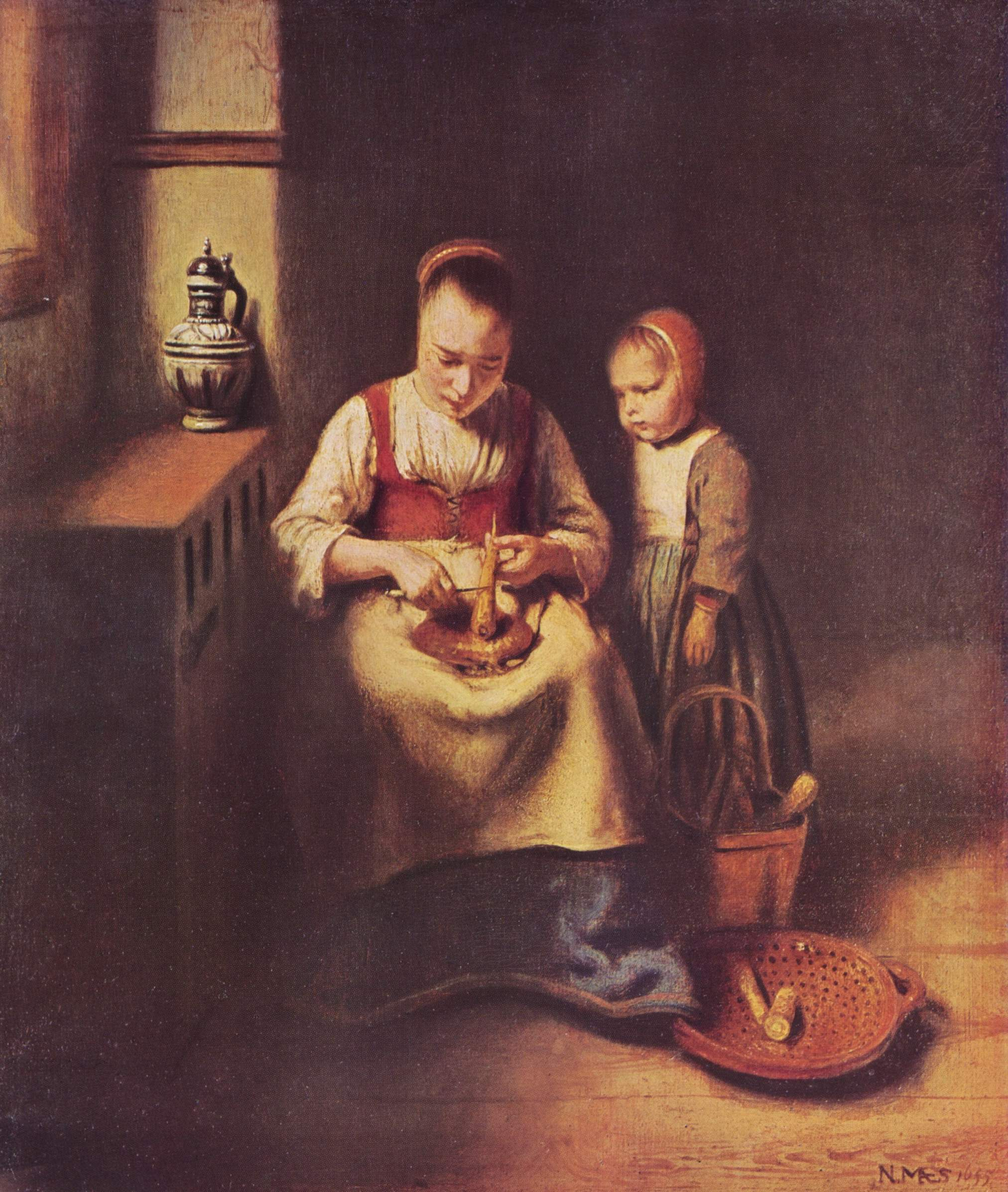
Peladora de nabicoles, de Nicolaes Maes.

Rutabaga: Variedad del nabo, de raíz corta. Recomendable para la alimentación de vacas lecheras.
Esta col es muy empleada en algunos platos del norte de Alemania como son el Steckrübeneintopf (el nabicol se denomina en alemán como Steckrüben) o los Hamburger National y Lübecker National; la denominación National se suele añadir a los platos que incluyen esta raíz.

## Cocina

### Finlandia

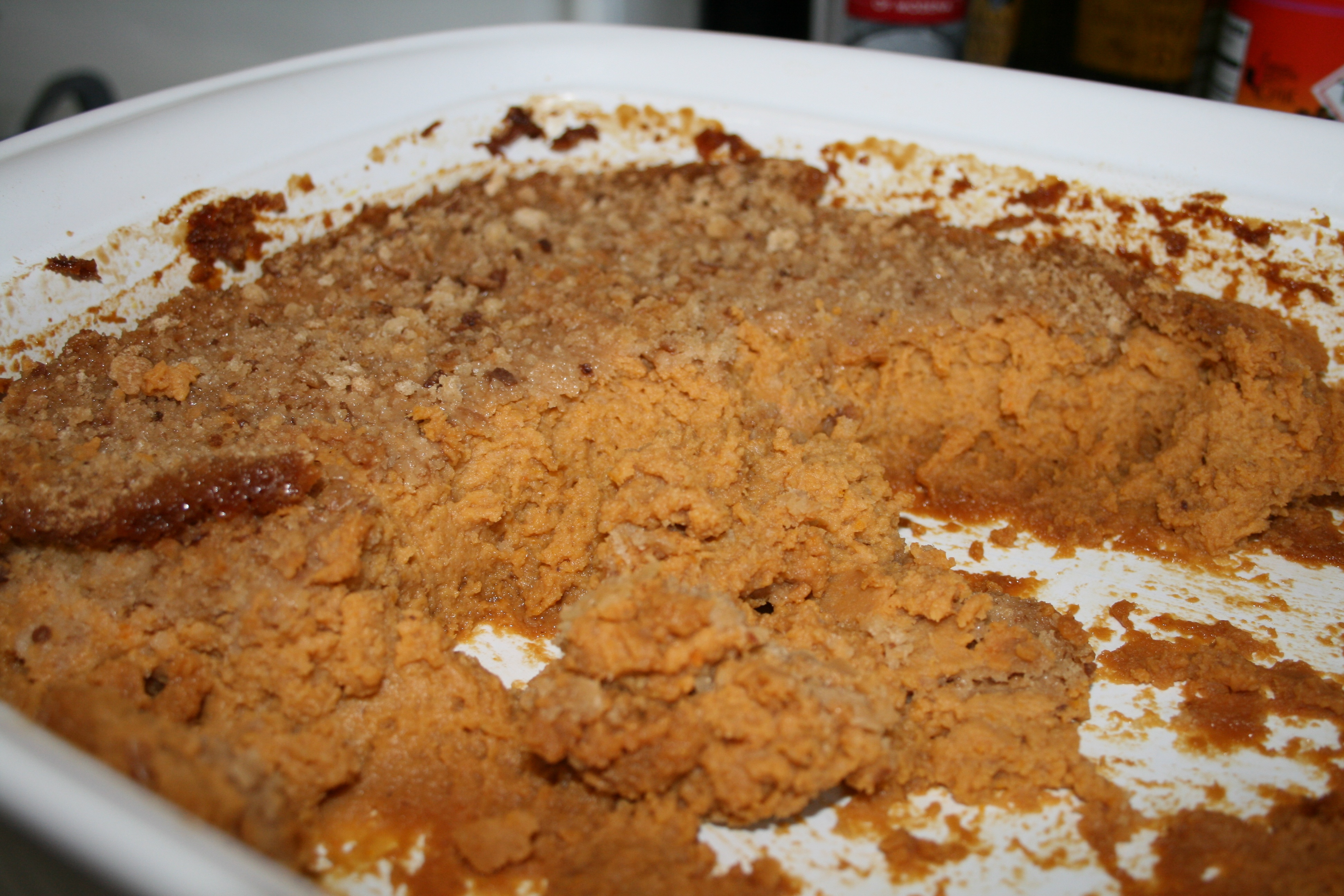
Lanttulaatikko, un budín de nabicol típico finlandés.

Los finlandeses comen  y cocinan colinabos de diversas formas. El colinabo es el ingrediente principal en el popular plato navideño lanttulaatikko (cazuela de rutabaga), una de las tres cazuelas principales que se sirven durante la Navidad finlandesa, junto con las cazuelas de papa y zanahoria.
El colinabo crudo y en juliana fina se sirve a menudo como guarnición en los almuerzos de la escuela y el lugar de trabajo. Las pasas o piña enlatada en almíbar ligero a menudo se agregan a la ensalada de colinabo. A veces, las zanahorias crudas en rodajas finas se mezclan con colinabos.
Los finlandeses usan colinabo en la mayoría de los platos que requieren un tubérculo. La mayoría de las bases para sopas finlandesas consisten en patatas, zanahorias y colinabos. El caldo a menudo se condimenta con granos de pimienta y hojas de laurel, y a veces se le agrega leche o hierbas, como eneldo. Se agrega salmón o carne de res a esta base de sopa. De vez en cuando la carne se sustituye con alternativa a la carne vegetariana, como Nyhtökaura preparado a base de avena o habas y trozos de proteína.
La cocina finlandesa también asa, hornea, hierve y asa colinabos. Los tubérculos horneados al horno son otro clásico de la cocina casera en Finlandia: el colinabo, las zanahorias, las remolachas y las patatas se tuestan en el horno con sal y aceite. Karjalanpaisti (olla caliente de Karelia) es un popular guiso de cocción lenta con tubérculos y carne cocinada durante mucho tiempo en un horno holandés.
Los supermercados finlandeses venden papas fritas alternativas, hechas de tubérculos, como colinabos, remolachas y zanahorias.
Los colinabos también se utilizan como ingrediente en lanttukukko (rutabaga-kukko, un plato tradicional de Savonia y Carelia).

### Escandinavia

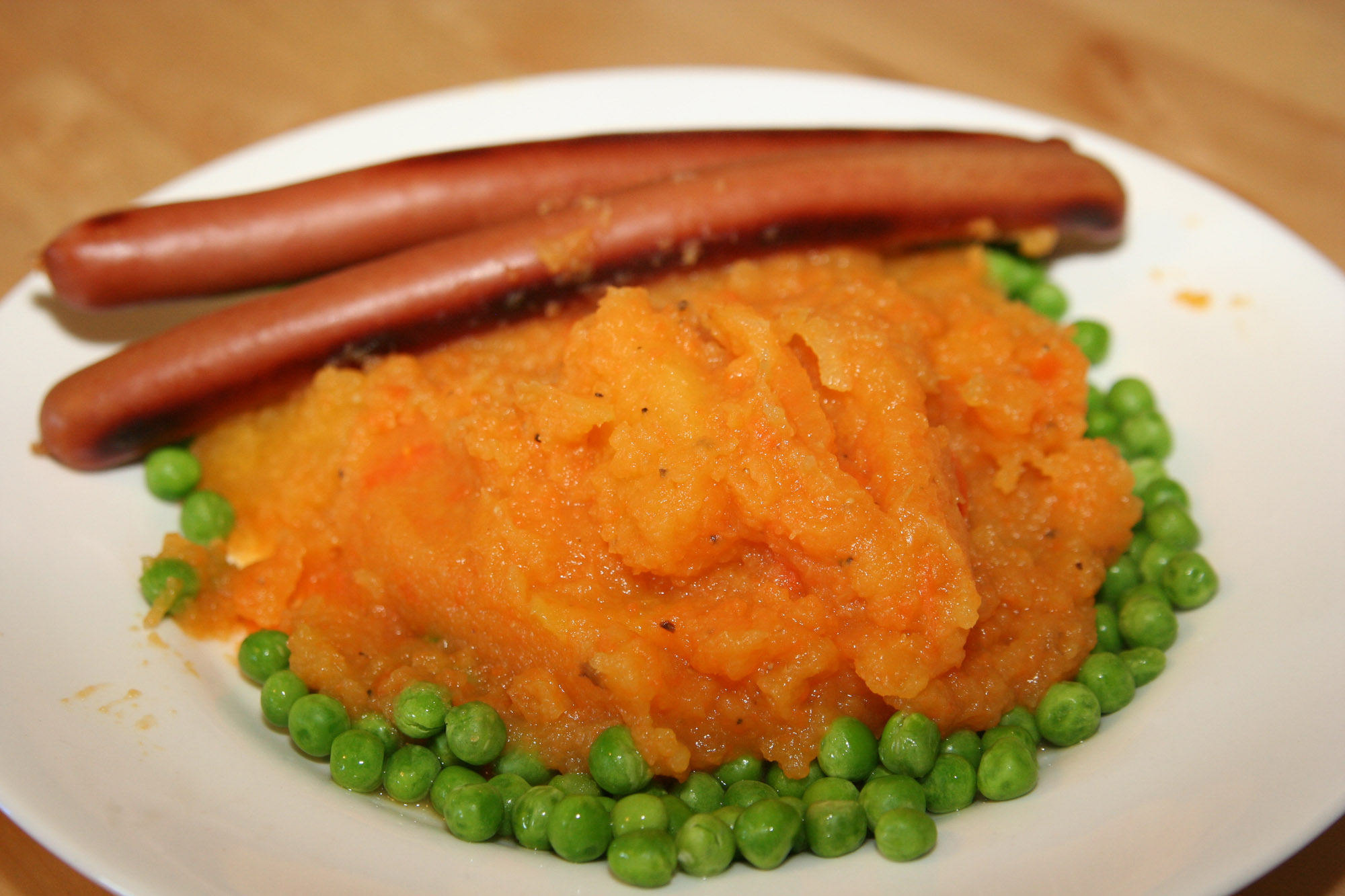
Rotmos servidos con salchicha.

En Suecia y Noruega, el colinabo se cocina con papa y, a veces, zanahoria  y se tritura con mantequilla y caldo u, ocasionalmente, con leche o crema, para crear un puré llamado rotmos (en sueco, literalmente: puré de raíces) o kålrabistappe (noruego). Ocasionalmente se agrega cebolla. En Noruega, el kålrabistappe es un acompañamiento obligatorio de muchos platos festivos, como smalahove, pinnekjøtt, raspeball y arenque salado. En Suecia, el rotmos se suele comer junto con jamón curado y hervido, acompañado de mostaza. Este plato sueco clásico se llama fläsklägg med rotmos. En Gales, un puré similar producido solo con papa y colinabo se conoce como ponsh maip en el noreste del país, como mwtrin en la península de Llyn y como stwnsh rwden en otras partes.

### Europa
En España, se consumen principalmente en el norte y el este. Un plato típico valenciano muy popular es el "arrós en fesols i naps" (arroz con judías y nabos) que es un guiso de arroz caldoso con espinazo, morro, costilla y manitas de cerdo, judías blancas, cardos y colinabo (en valenciano "napicol") y en algunas comarcas también con morcillas de cebolla y "blanquets" (morcilla blanca especiada valenciana). El poeta valenciano Teodoro Llorente (Valencia, 7 de enero de 1836-Valencia, 2 de julio de 1911) le dedicó en 1891 un poema muy popular con el nombre de dicho plato.
En los Países Bajos, el colinabo se sirve tradicionalmente hervido y triturado. Agregar puré de papas (y, en algunas recetas, puré de verduras o frutas de manera similar) hace que el Stamppot (en inglés : puré de olla), un plato que a menudo se sirve junto con salchichas ahumadas.

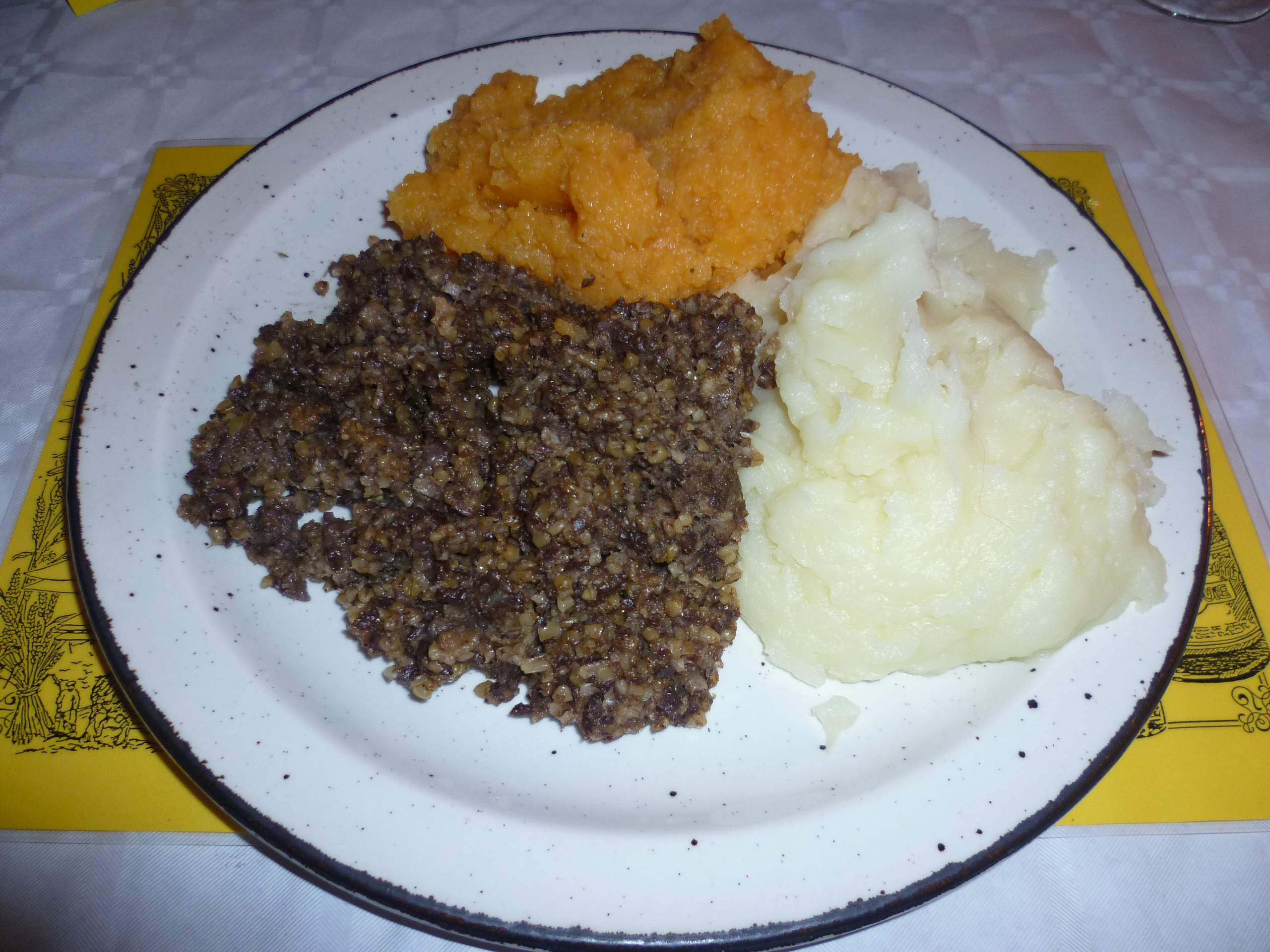
Haggis servido con neeps y tatties en una cena en Edimburgo, Escocia.

En Escocia, los colinabos (neeps) y las patatas hervidos y triturados por separado se sirven como "neeps y tatties " ("tatties" es la palabra escocesa para patatas), en una cena tradicional de Burns, junto con el plato principal de haggis (el escocés plato típico). Los neeps machacados con zanahorias o patatas se llaman clapshot. Cantidades aproximadamente iguales de neeps y tatties se hierven juntas en agua con sal y se trituran con mantequilla. El condimento se puede aumentar con pimienta negra. Las cebollas nunca se usan. A nivel regional, los neeps son un ingrediente común en sopas y guisos.
En Inglaterra, los colinabos se hierven junto con zanahorias y se sirve en puré o en puré con mantequilla y pimienta molida. El agua de cocción aromatizada a menudo se retiene para la sopa o como adición a la salsa. El colinabo es un componente vegetal esencial del caldo de cordero galés tradicional llamado cawl y estofado irlandés que se come en Inglaterra. El colinabo también es un componente del condimento popular Branston Pickle. El colinabo es también uno de los cuatro ingredientes tradicionales de la empanada originaria de Cornualles.
En Alemania, tradicionalmente solo se utilizan en la cocina los tubérculos de pulpa amarilla, que pesan hasta 1,5 kilogramos, mientras que los nabos de pulpa blanca se utilizan en alimentación animal (nabos forrajeros). En el norte de Alemania, en particular, el estofado de nabo y la pulpa de remolacha son parte de la cocina tradicional, los cuales también se conocen con el nombre tradicional de remolacha malheur.

### Otros países
En Canadá se consideran hortalizas de invierno, ya que junto con hortalizas similares se pueden conservar en un lugar frío o en un sótano durante varios meses. Se utilizan principalmente como guarnición. También se utilizan como relleno en alimentos como la carne picada y el pastel de Navidad .
En los EE. UU., los colinabos no se comen mucho, pero se pueden encontrar como parte de guisos, servidos en puré con zanahorias u horneados en empanada. Se encuentran con frecuencia en la cena hervida de Nueva Inglaterra.
En Australia,  se utilizan como potenciadores del sabor en guisos, guisos y sopas.

## Otros usos

### Ganadería
Las raíces y puntas de los "nabicol" se empezaron a utilizar como cultivo forrajero a principios del siglo XIX, como alimento de invierno para el ganado. Pueden ser alimentados directamente (picados o de una tolva ), o se puede permitir que los animales tomen las plantas directamente en el campo.

### Halloween

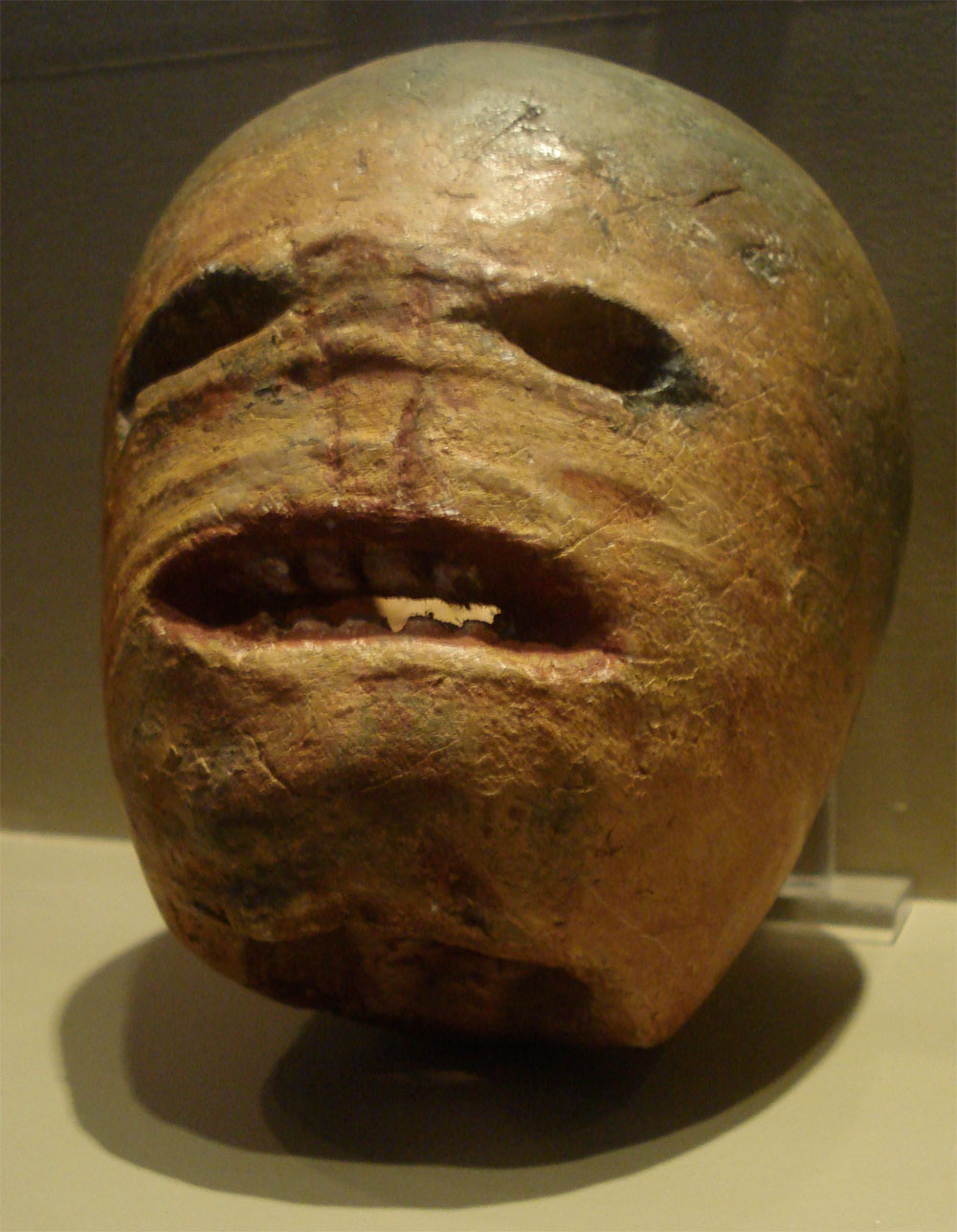
Una tradicional linterna irlandesa de nabo (colinabo) de Halloween en exhibición en el Museo de la Vida en el Campo, Irlanda

Las personas que viven en el norte de Inglaterra, el oeste de Inglaterra, Irlanda y Escocia han tallado nabos durante mucho tiempo y, a menudo, los usan como linternas para protegerse de los espíritus dañinos. En la Edad Media, bandas ruidosas de niños deambulaban por las calles con máscaras cargando nabos tallados conocidos en Escocia como "cabezas de tumshie". En los tiempos modernos, los nabos a menudo se tallan para que parezcan lo más siniestros y amenazantes posible, y se colocan en la ventana o en el umbral de una casa en Halloween para ahuyentar a los espíritus malignos.
Desde que las calabazas estuvieron disponibles en Europa en la década de 1980, han asumido este papel en gran medida. En la Isla de Man, las linternas de nabo todavía se tallan en Hop-tu-Naa (equivalente a Halloween en Manx), se encienden con una vela o antorcha eléctrica y algunos niños las llevan de casa en casa, con el Hop tu que las acompaña. Canción de Naa; esperando dinero o golosinas de comida.  El olor a nabo quemado es una parte evocadora del evento.

### Festivales
Un mercado de agricultores local en la ciudad de Ithaca, Nueva York organiza lo que llama el "Campeonato Internacional de Curling Rutabaga " anualmente el último día de la temporada de mercado. Las aldeas de Askov, Minnesota y Cumberland, Wisconsin, celebran un "festival de rutabaga" anual en agosto.